# 大平地
大平地，是臺灣新竹縣橫山鄉的一個傳統地域名稱，位於該鄉北部。相較於今日行政區，其範圍大致為沙坑村北部。

## 歷史
台灣清治末期至日治初期，大平地地區為一街庄，稱為「大平地庄」，隸屬於竹北一堡。該庄東北與新城庄為鄰，東南與八十份庄為鄰，西南邊為沙坑庄，西北邊為鹿藔坑庄。
1901年（日治明治三十四年）11月，全台廢縣廳改設二十廳，該庄隸屬於新竹廳。1909年（明治四十二年）10月，合併二十廳為十二廳，該庄隸屬不變。1920年（大正九年），廢十二廳改設五州二廳，該庄改制為「大平地」大字，隸屬於新竹州竹東郡橫山庄。
戰後橫山庄改制為橫山鄉，隸屬於新竹縣，大字亦改制為村。1950年桃、竹、苗分治，橫山鄉隸屬不變。

## 交通
省道台3線俗稱「內山公路」，是台北至屏東的內陸縱貫幹道，大致以縱向轉東北—西南走向蜿蜒經過大平地地區中部偏東南，向北可前往關西、龍潭、大溪、三峽等地，向西南轉南可前往橫山市區（九讚頭）、下公館、北埔、峨眉等地。
鄉道竹26線（沙坑農路）是石碧潭至大平地的道路，其東側端點位於本地區省道台3線路口。由此向西可經沙坑地區西北端前往鹿寮坑、石碧潭（石壁潭）並止於縣道123號路口。